# Goesj Dan
Goesj Dan (Hebreeuws: גוש דן) is de naam voor de agglomeratie van de Israëlische stad Tel Aviv. Goesj is het Hebreeuwse begrip voor Blok, terwijl Dan verwijst naar een van de zonen van aartsvader Jakob. Volgens de Tenach behoorde het gebied rondom de antieke havenstad Jaffa tot de stam Dan (een van de twaalf stammen in het Bijbelse Israël). Goesj Dan betekent daarom zoiets als het Blok van Dan of de Dan-agglomeratie.

## Geografische verbreiding
Onder Goesj Dan worden de steden rondom Tel Aviv geschaard waarvan de bebouwde kom met elkaar vergroeid is. Doordat de agglomeratie sinds het ontstaan van Tel Aviv sterk gegroeid is, zijn er geleidelijk nieuwe steden binnen Goesj Dan komen te liggen. Oorspronkelijk bestond de agglomeratie uit Tel Aviv-Jaffa, Ramat Gan, Benee Brak, Givatayim, Holon en Bat Yam. Later zijn ook Risjon Letsion, Petach Tikwa, Giwat Sjmoeël, Kirjat Ono, Ganei Tikwa en Savyon tot de agglomeratie gaan behoren. Voorts worden Herzliya, Or Yehuda en Jehud vaak gerekend tot Goesj Dan.

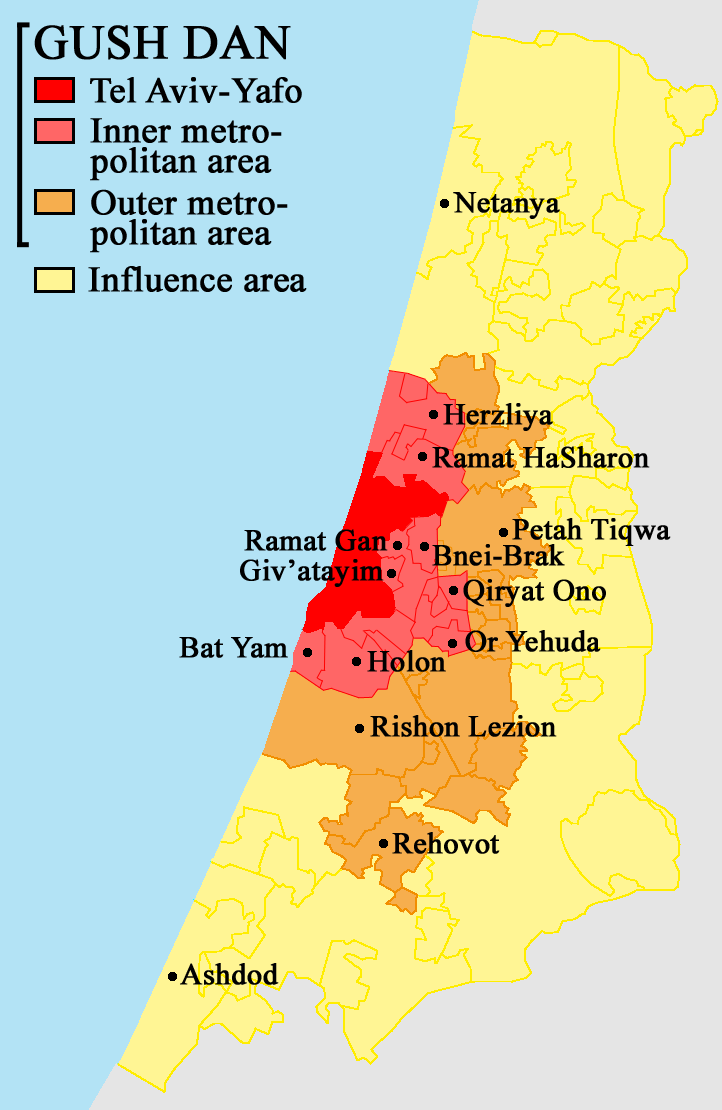
Geografische ligging van Goesj Dan (rood, lichtrood en oranje), met het daarbuiten gelegen invloedsgebied (geel)

Aangezien Goesj Dan geen statistische regio is en als begrip relatief variabel is, lopen schattingen omtrent het inwonertal uiteen van 1,5 miljoen tot 3,5 miljoen mensen.
Het Israëlische Centraal Bureau voor de Statistiek (CBS) hanteert een onderverdeling voor de agglomeratie van Tel Aviv in verschillende metropolitane gebieden. Goesj Dan bestaat volgens deze onderverdeling uit de kernstad Tel Aviv, het binnenste metropolitane gebied en het buitenste metropolitane gebied.

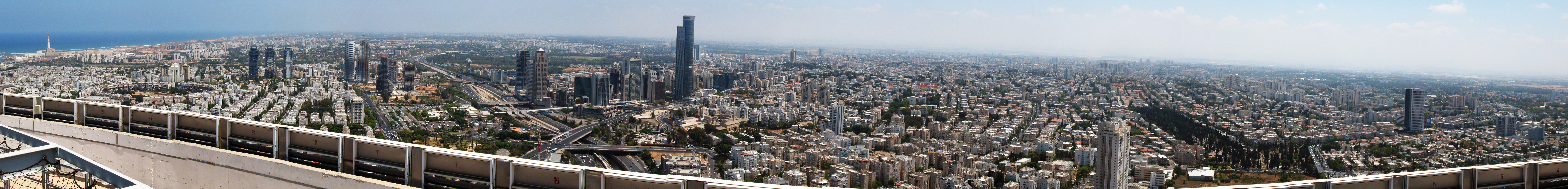
Panorama van een deel van Goesj Dan, waaronder Tel Aviv, Ramat Gan en Givatayim

De gehele agglomeratie Tel Aviv, inclusief het buitenste invloedsgebied, strekt langs de Middellandse Zeekust van Asjdod tot Netanja en richting Jeruzalem tot aan Modi'ien-Makkabiem-Re'oet. Deze door het Israëlische Centraal Bureau voor de Statistiek als Metropoolgebied Tel Aviv aangeduide regio overschreed in 2005 de kaap van 3 miljoen inwoners.